# Lequarci
Vodopády Lequarci (italsky Cascate di Lequarci) se nacházejí u vesnice Santa Barbara v obci Ulassai v provincii Nuoro na Sardinii. Jsou považovány za nejpůsobivější vodopády na ostrově. Vody řeky Rio Lequarci, která pramení na náhorní plošině Baulassa a Martalaussai, se v několika proudech spouštějí z vápencového útesu, který připomíná amfiteátr, s převýšením asi 50 metrů na šířku asi 70 metrů, po kterém prudce tečou dalších 75 metrů a pak se vlévají do malých jezer. Celkové výška vodopádu je asi 72 m. Hrana vodopádu je bohatě porostlá vegetací. Průtok vody se mění v závislosti na množství srážek na horním toku, což určuje i rozsah vodopádového čela, které se na jaře a v létě výrazně zmenšuje. Lze je pozorovat pouze v období silných dešťů. 

## Galerie

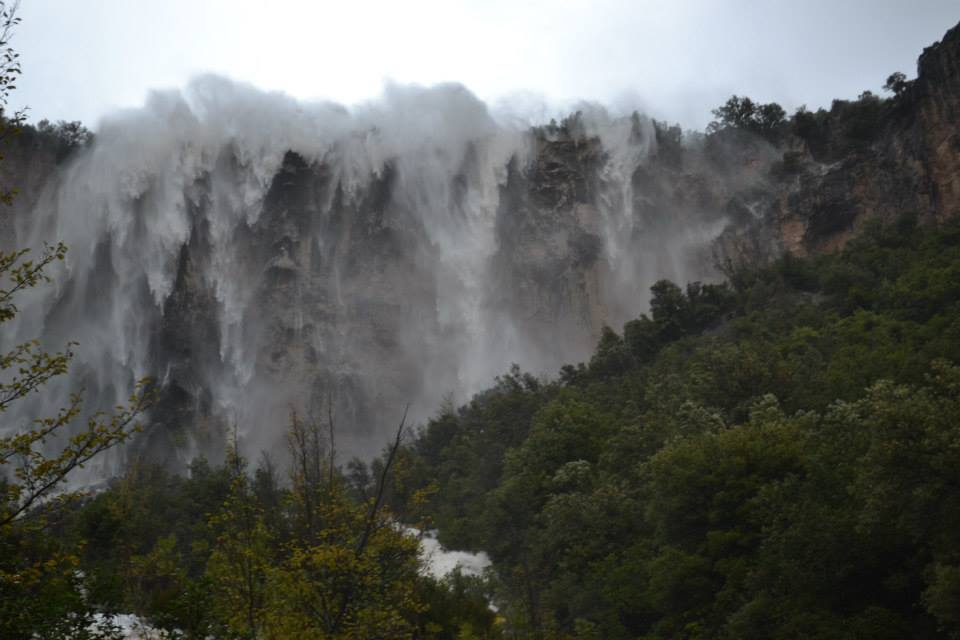
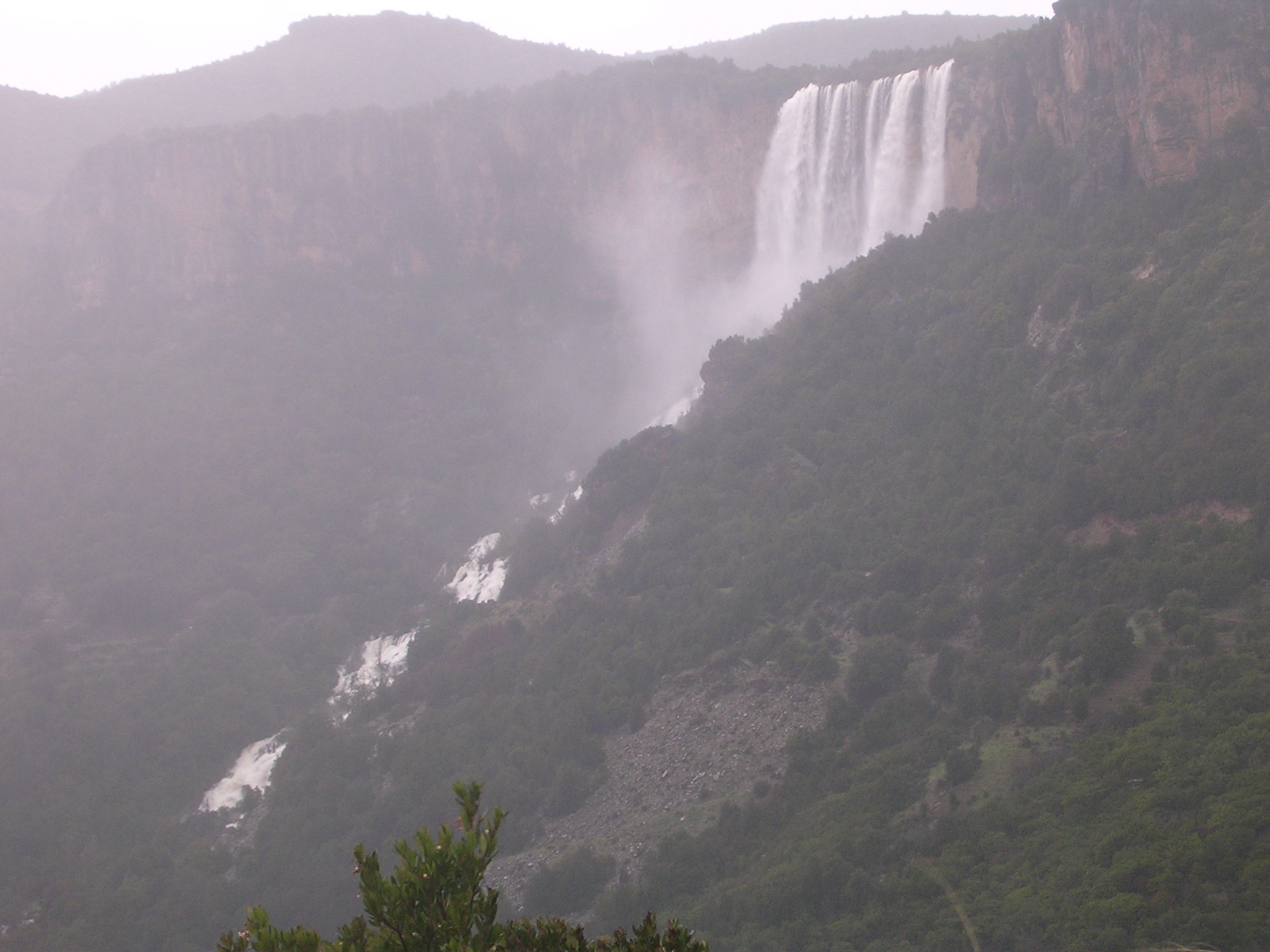
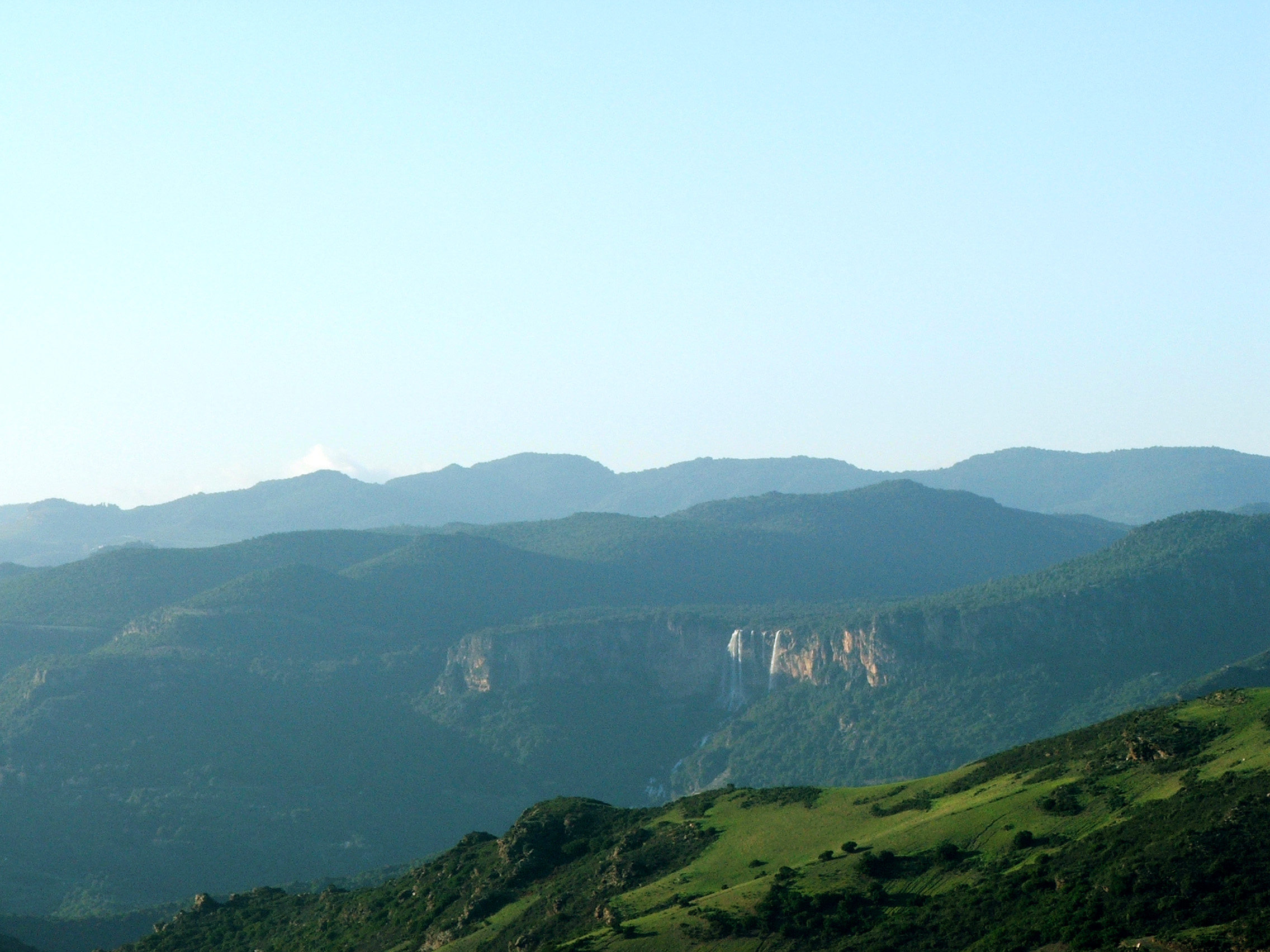